# Véronique Sanson (album)
 (mars 2018).
Si vous disposez d'ouvrages ou d'articles de référence ou si vous connaissez des sites web de qualité traitant du thème abordé ici, merci de compléter l'article en donnant les références utiles à sa vérifiabilité et en les liant à la section « Notes et références ».
Pour l'album paru à l'origine sous ce titre en 1972, voir Amoureuse (album).
Albums de Véronique Sanson
Au Palais des sports L'Olympia 1985
Véronique Sanson, surnommé "l'Album blanc",  est le huitième album studio de la chanteuse Véronique Sanson. Cet album a été certifié disque d'or en 1986 pour plus de 100 000 exemplaires vendus en France.
Ce disque a été créé dans des circonstances un peu spéciales. En 1983, après une très longue procédure de divorce avec le musicien Stephen Stills et surtout un très long moment à attendre d'avoir la possibilité de garder son fils Christopher avec elle, Véronique Sanson s'installe en France définitivement. Son exil américain aura donc duré dix ans de 1973 à 1983. En décembre 1983, elle se produit à l'Olympia et, pour l'occasion, sa maison de disques la presse de sortir un nouvel album studio. Mais Véronique a un rendez-vous presque quotidien avec la page blanche, par crainte de se répéter, et surtout préfère retrouver ses racines françaises que de travailler sur un nouvel album. Mais elle prévoit quand même d'enregistrer un album de 6 titres, choisit même une pochette pour ce disque qui finalement ne sort pas pour les raisons évoquées. Pour cet Olympia, elle offre tout de même deux nouveautés à son public : "Le temps est assassin" et "Avec un homme comme toi" qui sortent d'ailleurs sur un 45 tours live. Mais il faut encore attendre pour que l'inspiration revienne. Et finalement, Véronique fait paraître au printemps 1985 cet album de 10 chansons avec uniquement des musiciens français, une première depuis plus de 10 ans. La pochette de l'album dessinée par Véronique elle-même représente des petits arbres, sur fond blanc, ce qui fait que cet album sans titre sera baptisé par Véronique elle-même et ses fans "L'album blanc" ou "L'album aux petits arbres". 

## Titres
Toutes les chansons sont écrites et composées par Véronique Sanson.
| No  | Titre                    | Durée |
| --- | ------------------------ | ----- |
| 1.  | C'est long c'est court   | 3:40  |
| 2.  | Poussière de pollen      | 4:03  |
| 3.  | Il a tout ce que j'aime  | 4:57  |
| 4.  | Le temps est assassin    | 5:13  |
| 5.  | Tout va bien             | 1:45  |
| 6.  | J'y perds des plumes     | 4:26  |
| 7.  | J'ai la musique au moins | 4:12  |
| 8.  | Avec un homme comme toi  | 3:54  |
| 9.  | C'est bizarre            | 0:40  |
| 10. | Ainsi s'en va la vie     | 7:15  |

## Singles
- C'est long, c'est court/Il a tout ce que j'aime - 1985
- J'y perds des plumes/J'ai la musique au moins - 1985